# Nová Bělá
Nová Bělá – jeden z 23 obwodów miejskich miasta statutarnego Ostrawy, stolicy kraju morawsko-śląskiego, we wschodnich Czechach. Jest to także jedna z 39 gmin katastralnych w jego granicach o powierzchni 717,5661 ha. Populacja w 2001 wynosiła 1565 osób, zaś w 2012 odnotowano 584 adresów. 
Pierwsza wzmianka pochodzi z 1392, jak wskazuje nazwa jest osadą młodszą od przylegającej od strony zachodniej Starej Běli. Położona na Morawach miejscowość została po raz pierwszy przyłączona do Morawskiej Ostrawy w 1941, w 1954 usamodzielniła się, by w 1975 ponownie zostać przyłączona do Ostrawy.

## Demografia[2]
| Rok             | 1869 | 1880 | 1890 | 1900 | 1910 | 1921 | 1930 | 1950 | 1961 | 1970 | 1980 | 1991 | 2001 |
| --------------- | ---- | ---- | ---- | ---- | ---- | ---- | ---- | ---- | ---- | ---- | ---- | ---- | ---- |
| Liczba ludności | 718  | 696  | 825  | 939  | 1087 | 1083 | 1400 | 1567 | 1437 | 1334 | 1406 | 1460 | 1565 |